# 佩米斯科特鎮區 (密蘇里州佩米斯科特縣)
佩米斯科特鎮區（英語：Pemiscot Township）是位於美國密蘇里州佩米斯科特縣的一個行政鎮區。

## 地方資料
佩米斯科特鎮區的面積為107.20平方千米，當中陸地面積為95.08平方千米，而水域面積為12.12平方千米。根據2020年美國人口普查的數據，當地共有人口332人，而人口密度為每平方千米3.1人。